# سليمان العيسى (مذيع سعودي)
سليمان محمد العيسى (مواليد 1365 هـ / 1946م - توفي 19 ذو القعدة 1433 هـ / 5 أكتوبر 2012م) مذيع وإعلامي سعودي.

## تعليمه وعمله
تلقى تعليمه الابتدائي حتى الثانوي بمدينة الرياض ، ثم تخرج من جامعة الرياض (جامعة الملك سعود حاليا) من كلية الآداب عام 1388هـ (1965م)، وعمل محررًا بجريدة الجزيرة السعودية، ثم كاتبًا، وقدم صفحة «الجزيرة معهم» واستمرت ثمانية أشهر، وقدم بعدها زاوية «على الهامش» في نفس الصحيفة.
اتجه إلى العمل بالتلفزيون منذ مطلع التسعينات الهجرية 1391هـ، وبدأ معلقًا رياضيًا، وتدرج في عدة مناصب حتى تولى منصب المستشار الإعلامي للبرامج ومدير عام التنفيذ والمشرف على المذيعين بالتلفزيون السعودي.
أعدّ وقدم العديد من البرامج التلفزيونية وكان من أبرزها برنامج «مع الناس»الذي تم بثه لمدة خمسة وعشرين عامًا، ويعد هذا البرنامج من البرامج التي لامست هموم الناس ووقفت عليها وحرصت على إيصالها لأصحاب القرار. كما أعدّ الكثير من البرامج الرياضية ، وقدم نشرات الأخبار بالقناة الأولى السعودية ، ورافق بعثات المملكة الرسمية، وقد ارتبط اسمه بإذاعة القرارات والأوامر المهمة. عُيّن مستشارا إعلاميًا بوزارة الإعلام في عام 1420هـ حتى عام 1423هـ. وعمل مستشارًا بالديوان الملكي.

## كتاباته
كتب العديد من المقالات في الصحف المحلية، وأصدر كتابا بعنوان «من مدائن العقل»، وله كتابان تحت الطبع، الأول بعنوان «خالدون بدموع الحزن»، والثاني تحت عنوان «نسمات تحت وسائد الليل».

## وفاته
توفي المذيع السعودي سليمان العيسى في مستشفى الملك فيصل التخصصي في مدينة جدة، يوم الجمعة 19 ذو القعدة 1433 هـ الموافق 5 أكتوبر 2012 بعد صراع شديد مع المرض إثر تعرضه لجلطة في الرئة، وصلي عليه السبت 20 ذو القعدة 1433 هـ الموافق 6 أكتوبر 2012 في المسجد الحرام في مكة المكرمة  ودفن في مقبرة العدل.

## وصلات خارجية
- رحيل سليمان العيسى .. مذيع «الأوامر الملكية»